# Eduardo de Palacio
Eduardo de Palacio y Huera (Málaga, c. 1835-Madrid, 23 de enero de 1900) fue un escritor español, también conocido por su pseudónimo Sentimientos.

## Biografía

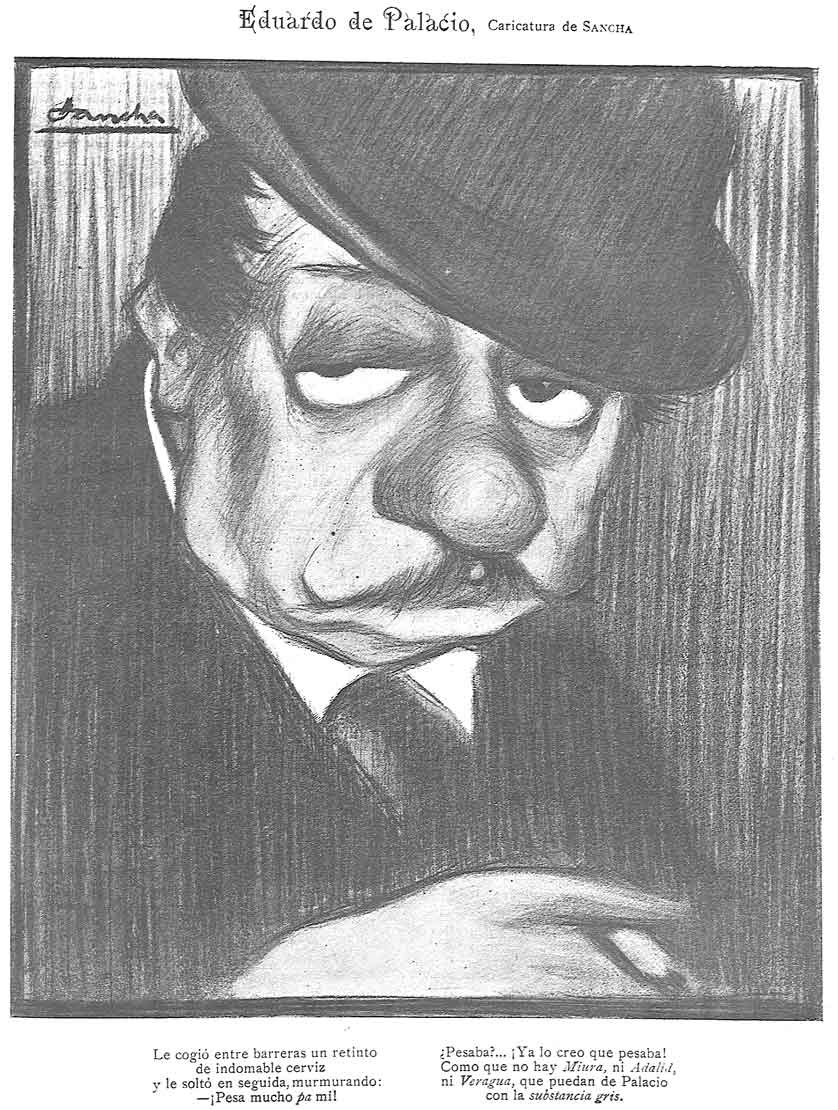
Caricaturizado por Sancha en Madrid Cómico (1900)

Nació en Málaga hacia 1835.
Fue redactor de El Perro Grande (publicación en la que empleó los pseudónimos de «Canseco» y «Sultán» y que llegó a dirigir), El Imparcial, El Liberal, El Resumen, El Nacional, Madrid Cómico y El Globo. Colaboró también en revistas taurinas bajo el pseudónimo de «Sentimientos».
Fue autor, entre otras de las siguientes obras de teatro: El alcalde de Móstoles, El sobrestante, Rayo de Luz, La línea recta, El león enamorado, La moral en acción, Los amantes de Rosita, Callos y caracoles, El Caballero de Olmedo, En un lugar de la Mancha, La fiesta del Santo, En la plaza de Oriente, Rendirse á discrección, Buñolería, En la Vicaría, El toro de Gracia y El león casero.
Entre sus novelas se encuentran El corazón de un bandido, El garbanzo, Anuario taurino, El mes de Sentimientos y Adán y Compañía.
Fallecido en la madrugada del 23 de enero de 1900 en el número 77 de la madrileña calle del Cardenal Cisneros, recibió sepultura en el cementerio de San Lorenzo. Mariano de Cavia dijo que con su muerte se iba «una de las personalidades más características, castizas y originales de nuestras "letras fáciles"».